# Ana María Janer (premetro de Buenos Aires)
Ana María Janer (anteriormente Fuerza Aérea) es una estación tranviaria del premetro que forma parte de la red de subterráneos de Buenos Aires. Pertenece al ramal que une la estación Intendente Saguier, con las estaciones Centro Cívico y General Savio.

## Inauguración
Se inauguró el 27 de agosto de 1987, junto con las otras estaciones del Premetro. Ya en abril de 1987 se había iniciado las pruebas piloto de la línea entre Plaza de los Virreyes y Ana María Janer con los primeros pasajeros.

## Ubicación
Se ubica en la intersección de la avenida Mariano Acosta y la calle Ana María Janer, en el barrio porteño de Villa Soldati. Se encuentra en inmediaciones del Sacachispas Fútbol Club.